# The Pip
The Pip, även känd som "The drop" (smeknamn av radioamatörer), är en radiostation som sänder på kortvågsbandet på 5448 kHz under dagtid och 3756 kHz under nattetid. Stationen sänder en kort, repeterande signal runt 50 gånger i minuten, 24 timmar om dygnet. Ibland tystnar signalen och följs av ett röstmeddelande på ryska. The Pip har varit aktiv sedan år 1986, då ett pipande ljud först blev uppmärksammat på dessa frekvenser. Syftet och- eller den egentliga ägaren av stationen är officiellt okänd, även om det finns en möjlighet att radiostationen tillhör ryska federationens militär.

## Signalen
Det officiella namnet eller anropssignalen är okänd, dock börjar vissa röstmeddelanden med 8S1Sjtj (ryska: 8С1Щ) vilket också anses vara radiostationens egentliga namn. Detta har emellertid inte bekräftats och namnet kan också utgöra eller ha ett annat användningsområde.
Stationen liknar på många sätt en annan radiostation som sänder på kortvågsbandet, "UVB-76". 
The Pip sänds på frekvensen 5448 kHz under dagen och 3756 kHz på natten. Detta görs för att högre frekvenser har bättre utbredningsegenskaper under dagen, medan lägre frekvenser har bättre utbredningsegenskaper i mörker.

## Syfte
Stationens syfte är inte officiellt känt, men många teorier finns. Den mest kända teorin tros vara att stationen tillhör ett större system eller någon form av kontrollsystem, vilket även inkluderar radiostationerna "UVB-76" och "The Squeaky Wheel". Aktivitet på "The Pip" brukade följas av ett röstmeddelande på The Squeaky Wheel, vilket kan tyda på att båda drivs av samma organisation och har samma syfte.